# Pancreatitis aguda
La pancreatitis aguda (PA) es un proceso inflamatorio agudo del páncreas, desencadenado por la activación inapropiada de las enzimas pancreáticas, con lesión tisular y respuesta inflamatoria local, y respuesta inflamatoria y compromiso variable de otros tejidos o sistemas orgánicos distantes. 

## Epidemiología
- La incidencia varía según criterios diagnósticos y geográficos, 25-50 × 100 000 hab/año. No existen datos recientes sobre su frecuencia en España. No obstante, se estima que la incidencia es aproximadamente 35-40 casos por cada 100 000 habitantes y año[2]
- Prevalencia: 0,5 a 1 caso/1000 hab./año.
- No guarda relación con raza ni sexo
- Edad: Su incidencia aumenta con la edad
- En hombres predomina etiología alcohólica y en mujeres litiasis biliar[3]

## Fisiopatología
En la PA (Pancreatitis Aguda) se produce una inflamación del páncreas secundaria a la activación intraglandular de las enzimas pancreáticas. Se producen alteraciones de la microcirculación: Vasoconstricción, estasis capilar, disminución de la saturación de oxígeno e isquemia progresiva. Estas anomalías aumentan la permeabilidad vascular y producen edematización de la glándula, y además puede producir extravasación de fluido intravascular rico en proteínas al peritoneo.
En la PA el síndrome de respuesta inflamatoria sistémica (SRIS) es frecuente, y probablemente sea mediado por las enzimas pancreáticas y citocinas activadas y liberadas a la circulación desde el páncreas inflamado. Algunos pacientes con daño pancreático grave desarrollan complicaciones sistémicas graves, entre ellas fiebre, síndrome de distress respiratorio agudo (SDRA), derrames pleurales, insuficiencia renal, shock, depresión del miocardio y complicaciones metabólicas (hipocalcemia, hiperlipidemia, hiperglucemia, hipoglucemia). En el curso de una PA, probablemente por isquemia intestinal, se puede romper la barrera intestinal y permitir la translocación bacteriana desde el intestino, lo que puede provocar una
infección local y sistémica.

## Causas
- Litiasis biliar: 40-50% de los casos. Sólo en el 20-30% de los casos se encuentra el cálculo enclavado en la papila. El barro biliar y la microlitiasis son factores de riesgo para el desarrollo de PA y probablemente son la causa de la mayoría de las PA idiopáticas.
- Alcohol: 35% de las PA. Es infrecuente en bebedores ocasionales.
- Post-CPRE: Hay hiperamilasemia en el 50% de las CPRE y síntomas en el 1-10%.
- Postquirúrgica: En cirugía mayor cardíaca y abdominal. Alta mortalidad (10-45%).
- Hipertrigliceridemia: Con trigliceridemia >1000 mg/dl. Mecanismo desconocido.
- Idiopática: Representa el 10% de los casos.
- Fármacos: Azatioprina, valproato, estrógenos, metronidazol, pentamidina, sulfonamidas, tetraciclinas, eritromicina, trimetropin, nitrofurantoina, diuréticos de asa, tiazidas, metildopa, mesalamina, sulindac, paracetamol, salicilatos, cimetidina, ranitidina, corticoides, ddI, L-asparginasa, 6-mercaptopurina, procainamida, cocaína, IECA,
- Infecciones:
  - Virus: VIH, CMV, parotiditis, coxackie, EBV, rubeola, varicela, adenovirus.
  - Bacterias: mycoplasma, salmonella, campylobacter, legionella, leptospira, tuberculosis.
  - Parásitos: áscaris, fasciola hepática.
- Traumatismo.
- Metabólica: Hipercalcemia, insuficiencia renal.
- Obstructiva: Obstrucción de la ampolla de Vater (tumores periampulares, divertículo yuxtacapilar, síndrome del asa aferente, enfermedad de Crohn (duodenal), coledococele, páncreas divisum, páncreas anular, tumor pancreático, hipertonía del esfínter de Oddi.
- Tóxicos: Organofosforados, veneno de escorpión.
- Vascular: Vasculitis (LES, PAN, PTTPancreatitis hereditaria), hipotensión, HTA maligna, émbolos de colesterol.
- Miscelánea: Pancretitis hereditaria, úlcera duodenal penetrada, hipotermia, trasplante de órganos, fibrosis quística, quemaduras, carreras de fondo.

## Sintomatología
- Dolor abdominal en barra, irradiado a espalda, intenso, de inicio rápido, calma en posición de plegaria Mahometana y con la descompresión del tracto Gastro-Intestinal que puede durar días
- Náuseas y vómitos (en 90% de los casos) que persiste por varias horas. El cuadro es precedido de ingesta copiosa de alimentos o 2-3 días después del último trago de alcohol

- Examen físico: Puede haber Fiebre, deshidratación, taquicardia, hipoventilación, taquipnea, abdomen distendido, ruidos intestinales disminuidos o abolidos, dolor a la palpación en epigastrio e hipocondrios, signo de Grey-Turner, signo de Cullen (1% de casos, mal pronóstico), ictericia (coledocolitiasis), hepatomegalia (alcoholismo), shock y coma.

## Diagnóstico diferencial
En general, hay que hacer un diagnóstico diferencial con aquellas enfermedades que causen un abdomen agudo
- Embarazo ectópico
- Colecistitis aguda
- Perforación de víscera hueca
- Obstrucción intestinal
- Isquemia-infarto mesentérico
- Infarto agudo de miocardio de cara diafragmática
- Aneurisma disecante de aorta
- Enfermedad úlcera péptica
- Colangitis
- Hepatitis aguda
- Cetoacidosis diabética
- Neumonía basal
- Cólico renal

## Pronóstico
El pronóstico, del que dependerá la actitud terapéutica, se valora con varias escalas clínicas. Los criterios de Ranson, publicados a finales de los años 70, que se cuantifican en el momento del ingreso y a las 48 horas, supusieron el primer intento de predecir de forma precoz la evolución de la enfermedad. Actualmente hay muchos sistemas pronósticos en uso (APACHE-II, BISAP, Glasgow...). Todos ellos tienen alto valor predictivo negativo (predicen muy bien que la enfermedad será leve) pero bajo valor predictivo positivo (son poco precisos en predecir mala evolución) .
| En el momento del ingreso                                                                               | A las 48 horas |
| --- | --- |
| - Edad (>55 años) - Leucocitosis >16.000/mm3 - Hiperglicemia >200 mg/dL - LDH >400 UI/L - GOT >250 UI/L | - Disminución del hematocrito >10 % - Déficit de líquidos > 4L - Calcio <8 mg/dL - PO2 <60 mmHg - Aumento del BUN >5mg/dL - Albúmina <3,2 g/dL |

## Tratamiento
Dependerá de la gravedad del cuadro (más o menos de 3 criterios de Ranson). En los casos leves se llevarán a cabo medidas de soporte (fundamentalmente control del dolor con meperidina, y dieta absoluta). En el caso de que sea grave, además de las medidas citadas, se colocará una sonda naso-yeyunal y se valorarán las siguientes medidas:
- Antibioterapia: No se utiliza en todos los casos. Imipenem en caso de infección de necrosis pancreática.
- Papilotomía por Colangiopancreatografía retrógrada endoscópica (CPRE): en caso de sospecha de causa litiásica (cálculo)
- Tratamiento quirúrgico si existe necrosis pancreática infectada o no infectada pero con síndrome compartimental.

## Complicaciones
- Síndrome de dificultad respiratoria aguda (SDRA)
- Acumulación de líquido en el abdomen (ascitis)
- Pseudoquiste Pancreático o abscesos en el páncreas
- Insuficiencia cardíaca
- Insuficiencia renal
- Pancreatitis necrotizante
- Presión arterial baja.[7]